# Neocallimastigomycetes
Neocallimastigomycetes es una clase de hongos anaeróbicos, hallados en tractos digestivos de herbívoros. Posee solo una familia.; etimológicamente está formado por cuatro raíces griegas que significan nuevos, bueno y hermoso, látigos y hongos, respectivamente. La referencia puede ser a las zoosporas multiflageladas del hongo. Hasta ahora, se han encontrado en el contenido intestinal de los mamíferos, pero es probable que se encuentran en otros ambientes anóxicos como suelos de humedales.
Los hongos anaerobios del rumen habitan en el rumen de mamíferos ungulados de gran tamaño. Forman pequeñas micelias de hifas cenocíticas que se dispersan a través de la producción de flagelos multiflageladas, posteriormente dirigidas, a veces asociadas con un cuerpo basal estéril. Los esporangios pueden ser agrupados de micelio pequeño y compacto o disperso. Se caracterizan en que tienen hidrogenosomas en lugar de mitocondrias. De hecho, fue mediante el examen de los hidrógenosomas de Neocallimastix que van der Giezen et al. (1997) fueron capaces de demostrar que las mitocondrias hidrogenosomas fueron reducidos, los cuales fueron adaptados a un ambiente anóxico.

## Descubrimiento
Los hongos de Neocallimastigomycetes fueron reconocidos por primera vez como hongos por Orpin en 1975, basándose en las células móviles presentes en el rumen de las ovejas. Sus zoosporas se habían observado mucho antes, pero se creía que eran protistas flagelados, pero Orpin demostró que poseían una pared celular de quitina. Desde entonces se ha demostrado que son hongos relacionados con los núcleos centrales. Antes de esto, se creía que la microbiota del rumen consistía solo de bacterias y protozoos. Desde su descubrimiento, han sido aislados del tracto digestivo de más de 50 herbívoros., incluidos mamíferos rumiantes y no rumiantes (fermentación intestinal posterior) y reptiles herbívoros. Los neocallimastigomycota también se han encontrado en humanos.
Los Neocallimastigomycetes carecen de mitocondrias pero contienen hidrogenosomas en el que la oxidación de NADH a NAD + conduce a la formación de H2.

## Reproducción
Estos hongos se reproducen en el rumen de los rumiantes a través de la formación de zoosporas que se liberan de los esporangios. Estas zoosporas tienen un cinetosoma pero carecen del centriolo no flagelado conocido en la mayoría de los quitridios y se sabe que utilizan la transferencia horizontal de genes en su desarrollo de xilanasa (de bacterias) y otras glucanasas.
Las envolturas nucleares de sus células son notables por permanecer intactas durante la mitosis. La reproducción sexual no se ha observado en hongos anaerobios. Sin embargo, se sabe que pueden sobrevivir durante muchos meses en entornos aeróbicos, un factor que es importante en la colonización de nuevos huéspedes. En Anaeromyces se ha observado la presencia de supuestas esporas en reposo pero la forma en que se forman y germinan sigue siendo desconocida.

## Actividad degradante de polisacáridos
Los Neocallimastigomycetes juega un papel esencial en la digestión de la fibra en sus especies huésped. Están presentes en grandes cantidades en el tracto digestivo de los animales que se alimentan con dietas altas en fibra. Las enzimas degradantes de polisacáridos producidas por hongos anaerobios pueden hidrolizar los polímeros vegetales más recalcitrantes y pueden degradar completamente las paredes celulares de las plantas no lignificadas. Las enzimas que degradan los polisacáridos se organizan en un complejo multiproteico, similar al celulosoma bacteriano.